# Amphiroa currae
Amphiroa currae Ganesan, 1971  é o nome botânico  de uma espécie de algas vermelhas pluricelulares do gênero Amphiroa.
São algas marinhas encontradas na Venezuela.

## Sinonímia
Não apresenta sinônimos.